# Magyarország megszűnt vasútvonalainak listája

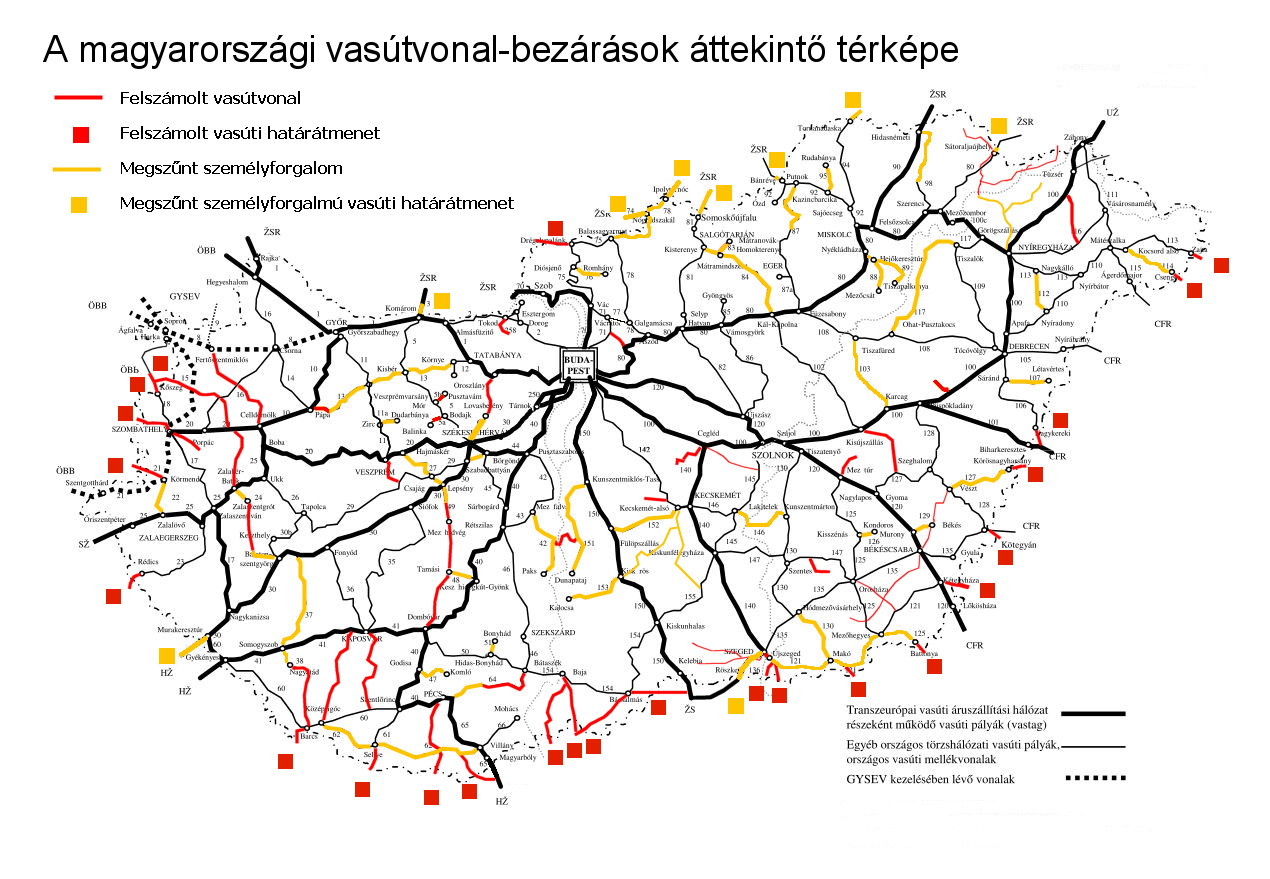
A magyarországi vasútvonal-bezárások áttekintő térképe

Ebben a szócikkben Magyarország megszűnt vasútvonalainak listája látható. A szócikk csak a Magyarország jelenlegi területén egykor megtalálható nagyvasúti vonalakkal foglalkozik, így azok a vonalak, amelyek a trianoni békeszerződés során teljesen határokon kívül rekedtek és másik ország területén szűntek meg, nem tartoznak bele. Külön oldal van a működő vonalakról: Magyarországi vasútvonalak listája.

## A vasútvonalak bezárásának története

### A vasúthálózat kiépülése

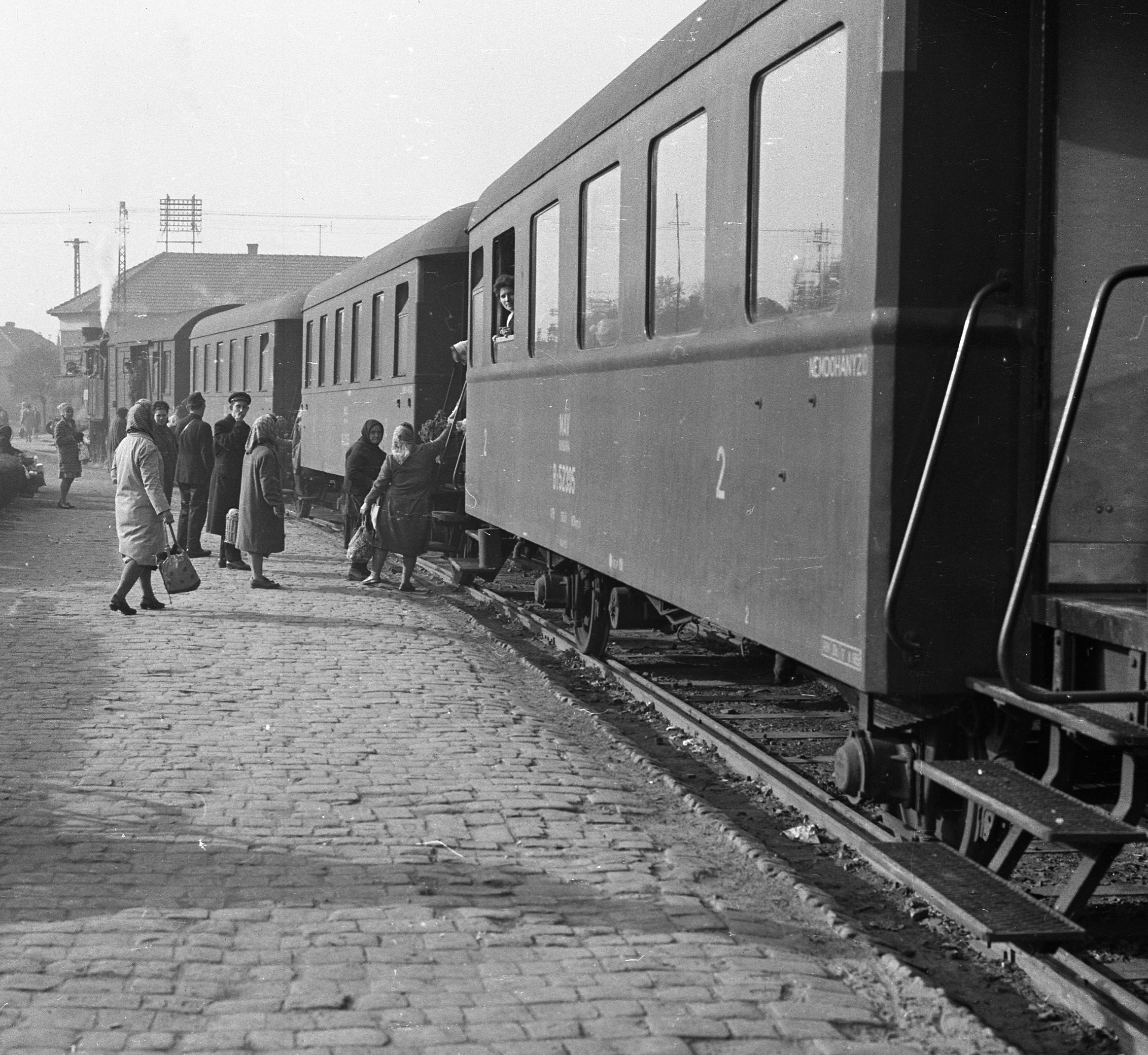
Vonat az egykori Cegléd–Hantháza-vasútvonalon

A 20. század fordulójának környéke a helyiérdekű vasutak (HÉV-ek) aranykora volt, melyekből az első világháború kitöréséig több ezer kilométer épült Magyarország akkori területén. Ekkorra a vasúti fővonalak nagy része már kiépült, viszont helyi igényekhez szabott szárnyvonalak építését az állam magánvasúti társaságokra hagyta. A törvényi szabályozás lehetővé tette, hogy a HÉV-társaságok a fővonalaknál egyszerűbb műszaki jellemzőkkel, olcsóbban építsék vonalaikat. A tervezőmérnökök jellemzően 10-12 tonnás tengelyterheléssel és 30–40 km/h sebességgel számoltak, ami akkor sem számított soknak, viszont nem veszélyeztette a vasút jövedelmezőségét.

### Trianon hatása
A vasúti hálózatra az első csapást Trianon jelentette. Az új országhatárok meghúzásakor stratégiai érdekek fűződtek egy-egy vasútvonal elcsatolásához, a megmaradt hálózatnak jelentős hiányosságokkal kellett szembe nézni, mint az átlós kapcsolatok vagy a Duna-hidak hiánya. A határok gazdasági egységeket, jól működő áruszállítási irányokat vágtak ketté. Míg egyes helyeken a fővonalak szerepe lecsökkent (pl. Hatvan–Losonc), máshol helyiérdekű vasutak váltak hálózatstratégiailag fontossá (pl. Kiskunfélegyháza–Kiskunhalas–Bácsalmás). Az elvágott vasutak eredeti végpontjuktól (pl. Szatmárnémeti, Nagyvárad, Szabadka) megfosztva zsákvonalként a „semmiben végződtek”.
Az elsőként bezárt vonalszakaszok köre ezekből az elvágott vonalakból került ki, melyeken a forgalmat határátmenetben – rendszerint politikai okokból – nem vették fel Trianon után.

### A Horthy-korszak
Trianon megalapozott további kedvezőtlen folyamatokat is: A vasútvonalak forgalma (különösen az elvágott vonalaké) jelentősen visszaesett, a HÉV-társaságok gazdasági nehézségekkel küszködtek, amelyeket a nagy gazdasági válság súlyosbított. Az 1930-as évekre tehető az elsőként épített HÉV-vonalak elhasználódása: az akkor már 40-50 éves felépítmény élettartama végéhez közelített, azonban a nehéz anyagi helyzetű HÉV-társaságok erőforrásai korlátozottan engedték meg az átépítést. A mellékvonalak műszaki lemaradottsága állandósult. A magyar állam a nehézségeket látva az államosítás mellett döntött, így 1929-1933 között a legtöbb HÉV társaság vonala a MÁV-hoz került.
A Horthy-korszak idején a hálózat csak kis mértékben változott, hosszabb új vonalak már nem épültek. Az 1938-41 közötti magyar revíziós sikerek során a vasúthálózat bővült a visszaszerzett területekkel, sok elvágott vasútvonal így pár évre újra be tudta tölteni eredeti funkcióját (például Baja–Szabadka-Szeged). A világháború vége azonban újabb pusztítást hozott. Határátmeneteken sok helyen már nem vették fel a forgalmat, és el is bontották a pályát.

### A második világháború után
A magyar vasúthálózat az újbóli területi veszteség mellett jelentős károkat szenvedett a második világháborúban. Bár az 1950-es évek során a nehézipar fejlesztéséhez kapcsolódóan a vasút kiemelt szerepet kapott a Rákosi-rendszer politikájában, az ország kommunista átszervezése és gazdasági nehézségei miatt az újjáépítés lassan haladt. Nagyszabású tervek születtek új vonalak építésére, melyekből csak kevés valósult meg.
A második világháború után Nyugat-Európában jelentős térvesztést könyvelhetett el a vasút a közút javára, az 1950-es években felfutó motorizáció kikezdte a világháborús pusztításból nehezen talpra álló vasút addigi egyeduralmát. Magyarországon hasonló motorizáció nem indult meg a kommunista gazdaság keretein belül, azonban az évtized végére a közlekedéspolitika éles irányváltást hajtott végre: a célkitűzésekben előtérbe került a közúti közlekedés fejlesztése, vasút szerepének „gazdasági felülvizsgálata”.
1959-től kezdődött a magyarországi vasútbezárások első hulláma. Nagyvasúti vonalak közül először az osztrák és jugoszláv határ mentén található Bács-Kiskun megyei, dél-baranyai és vas megyei elvágott zsákvonalak estek áldozatul. Jelentősebb bezárási hullám kezdődött a kisvasutak és gazdasági vasutak körében. Az első nagyobb felszámolt hálózat az Alföldi Kisvasút hálózata volt. 1959 és 1966 között összesen 36 vasútvonal felszámolása történt meg 425 km hosszban.

### Az 1968-as közlekedéspolitikai koncepció hatása
A közúti közlekedés térnyerésére, és az olcsó olajárakra alapozva több ezer kilométer vasúti szárnyvonal és kisvasút felszámolását irányozta elő az 1968-as közlekedéspolitikai koncepció. Célkitűzése volt 1200 kilométernyi normál nyomközű kisforgalmú vasútvonal és az összes keskeny nyomközű gazdasági vasút felszámolása. Jellemzően azok a vonalak estek áldozatául, melyek még az építéskori 60-80 éves HÉV szabvány szerinti felépítménnyel rendelkeztek, így sürgős lett volna az átépítésük. Ezzel szemben előfordult, hogy a felújítás költségét meghaladó összeget fordítottak a közúttal történő kiváltásra.
A gazdaságossági felmérések során a vonalakat A, B és C kategóriákba sorolták: ezek a fővonalakat, fenntartandó mellékvonalakat és megszüntetendő mellékvonalakat jelöltek. Ezeknek alkategóriáik is voltak, különböző megkötésekkel, például vonalfejlesztési tilalom. Egy-egy vonal bezárását hosszabb vizsgálat előzte meg, mely legtöbb esetben – erősen a közút javára igazítva a statisztikákat – a bezárást mondta ki. A bezárt vonalakat legtöbbször 1 évvel a forgalom leállítása után fölszedték. A végrehajtás nem volt kizárólagos, helyi érdekek képesek voltak a vonalbezárást elodázni vagy meghiúsítani, újbóli felméréssel másik kategóriába emelni. 18 vonal 612 kilométer hosszban megmaradt a megszüntetendők közül. 1959 és 1982 között a MÁV vonalainak és állomásainak mintegy 30%-át számolták fel, amely meghaladja az európai vasutak 22,8%-os átlagát.
Ebben az időszakban a közúthálózat fejlesztése mellett ugyanakkor a megmaradt vasúti mellékvonalak új járműveket, a fővonalak ezen felül pályarekonstrukciót, új biztosítóberendezéseket és villamosítást is kaptak. 1969-ben leálltak a belföldi repülőjáratok. 1984-ben a magyar vasútvonalakon megszűnt a menetrend szerinti gőzvontatás.
A koncepcióról utólagosan megállapítható, hogy átgondolatlan volt, mivel nem számolt az olaj árának későbbi emelkedésével, a motorizáció korlátaival, és a vasút megszüntetésének másodlagos hatásaival, mint az új ipari üzemek telepítésének nehezedése. A koncepció utolsó előtti áldozatának tekinthető őrségi vasút 1980-ban szűnt meg, azonban 20 évvel később már nemzetközi fővonalként épült újjá.

### A rendszerváltás után

A rendszerváltás után a vasút szállítási teljesítménye visszaesett, mivel rengeteg, addig vasúton szállító nagyüzem leállt, vagy átpártolt a közúti szállításra. A lakosság körében is jelentősen megugrott a személyautók száma, ami a tömegközlekedés térvesztésével járt. Az egyre nehezebb gazdasági helyzettel: az államadósság és a MÁV adósságának növekedésével egyre inkább elmaradtak a mellékvonalakon a fejlesztések. Az 1990-es években nagy mellékvonal-bezárási hullám nem volt, azonban 3 további vasútvonalon szűnt meg a forgalom (83, 49, 64 (részben)). Az Antall-kormány és az Orbán-kormány alatt is születtek tervek tömeges vonalbezárásokra, azok azonban nem valósultak meg. (Egy-egy vonal megszűnése lassú folyamat: legtöbbször a pálya rossz állapota miatt rendeltek el pótlóbuszos közlekedést, majd évekkel később szedték fel az addigra legtöbbször járhatatlanná vált pályát.)
A vonalbezárások újabb hulláma 2007. március 4-ével jött el, amikor 14 vasútvonalon és vonatpótló autóbuszjárat-viszonylaton állt le a személyforgalom a második Gyurcsány-kormány megszorító intézkedései miatt. Bár hivatalosan „ideiglenes üzemszünetről” van szó, a forgalom teljes leállítását követően több helyen fémtolvajok tették járhatatlanná a pályát. Egyes vonalakat (pl. 129-es sz.) kizártak a forgalomból, így igény szerinti tehervonat vagy különvonat sem közlekedhet rajtuk. A vonalbezárás a következő években is közlekedéspolitikai téma lett. A 2007/2008-as menetrendváltással további 38 vonalon állították volna le a forgalmat, amely lista később 12 vonalra rövidült 2008 márciusi határidővel. Ez a tervezet nem valósult meg.
2009-re új tervek láttak napvilágot a közösségi közlekedés átalakításáról, amely további mellékvonalak bezárásával járt. A 2009. december 13-i menetrendváltással megszűnt 24 vonalon a személyszállítás. Az utolsó vonatok 2009. december 12-én közlekedtek, azonban 2010-ben 10 vasútvonalon újraindították a forgalmat.
A 2010-es években belföldi vonalbezárás nem történt, bár kísérletek történt rá amik nem kaptak végleges politikai támogatást. Belföldön egyedül a rövid Tiszaújváros - Tiszapalkonya Erőmű szakaszon szűnt meg a személyszállítás az erőmű bezárása után.
Több nemzetközi határátmeneten megszűnt a személyforgalom, bár a teherforgalom megmaradt. Szlovákia felé Somoskőújfalu, Bánréve, Sátoraljaújhely kishatárforgalmi vonatai szűntek meg, újraindult viszont a rajkai kishatárforgalom. Horvátország felé Murakeresztúr és Magyarbóly irányában szűnt meg a személyszállítás 2012-ben - utóbbi újraindult 2018-ban. Speciális esetet jelentett a menekültválság miatt 2015-ben biztonsági okokból bezárt röszkei határátmenet. Itt személyforgalom ezen a vonalon 2023 novemberében indult újra.
2020-ban a járványügyi menetrend súlyos korlátozásokat léptetett életbe vasúti mellékvonalakon, sok vonalon napi 1-2 vonatra csökkentve a kínálatot buszos pótlás nélkül. A menetrend bevezetését a közvélemény vasútbezárási kísérletként értelmezte. A legtöbb vasútvonalon 2020 során helyreállt a forgalom, de néhány vonalon 2021-ig illetve 2022-ig kitartottak a korlátozások.
Egy rövidebb vasútvonal újranyitására is sor került: 2021-ben újraindult a Balatonfenyvesi Gazdasági Vasút 2002-ben bezárt csisztafürdői vonala amely teljes újjáépítést kapott.

## Megszüntetett vasútvonalak
A táblázatban azok a vonalak találhatók, amelyeknek részét vagy egészét felbontották, így a forgalom nem lehetséges rajtuk az eredeti kiépítési viszonylatban. A táblázat a forgalom leállításának időpontját jelöli, ez a menetrend szerinti vonatok közlekedésének utolsó napja. Az 1968-as közlekedéspolitikai koncepció által megszüntetett vonalaknál rendszerint 1 év türelmi időt hagytak a forgalom megszüntetése és a bontás között. Amennyiben a fizikai elbontás időpontja ettől jelentősen eltér, külön jelöljük.
| Szám                  | Kiépítési viszonylata, építtető, átadás ideje | Megszüntetett szakasz                                                 | Forgalom megszüntetésének ideje | Megjegyzés |
| --------------------- | --- | --------------------------------------------------------------------- | --- | --- |
| 6                     | Bicske–Székesfehérvár Bicske-Székesfehérvári HÉV 1898. november 22.                                                                                        | Teljes vonal (50 km)                                                  | 1979. május 26. | Megszüntetését az 1968-as közlekedéspolitikai koncepció rendelte el. Bicske után, a HM olajraktár kiágazásától kezdődött el a vonal tervszerű felszámolása, de foltokban még ma is fellelhetőek vágánymaradványok. Az egyetlen nagyobb összefüggő rész (szigetvasút) (az olajraktár és Lovasberény között) Vértesacsa község felett van, amely kb. 3 km hosszú, időnként hajtánnyal bejárják. A Székesfehérvár-Lovasberény szakaszt a MÁV az 1980-as években felújította (katonai okokból), 2019 óta már teherforgalom sincs. 2015-ben Felcsút és az Alcsúti arborétum közötti szakaszon (6 km) keskeny nyomtávú vasút épült az eredeti nyomvonalon (Vál-völgyi kisvasút). Székesfehérváron belül iparvágányként még használják a Köfém (Alcoa) kiágazásig. |
| 11 (33)               | Jutas–Veszprém–Alsóörs Jutas-Veszprém között HÉV, Veszprém–Alsóörs között MÁV vonal 1909. július 8.                                                        | Teljes vonal (22 km)                                                  | - Alsóörs-Meggyespuszta: 1969. december 31. (11 km) - Meggyespuszta-Veszprém-Külső: 1972. március 31. (11 km) | Megszüntetését az 1968-as közlekedéspolitikai koncepció rendelte el. Veszprém mai állomása az egykori Jutas állomás, a vonalon található másik Veszprém állomás a vonallal együtt megszűnt (az épület még látható, szépen felújítva). |
| 14                    | Sárvár–Répcevis–Felsőlászló-vasútvonal Zalabér-Sárvár-Bük-Kőszegi HÉV 1913. szeptember 27. (Sárvár–Bük) 1913. november 8. (Bük–Felsőlászló))               | Teljes vonal (57 km)                                                  | - Répcevis–Országhatár–Felsőlászló (16 km): 1930. május 15-én leállt a forgalom, majd 1937. július 5-én újraindult. 1944-ben a DR elbontotta a pályát az országhatár és Frankenau között. 1955-ben Frankenau és Felsőlászló között is elbontották. - Sárvár–Répcevis: 1974. május 25. (41 km) | Megszüntetését az 1968-as közlekedéspolitikai koncepció rendelte el. Amíg a határátmenet lehetséges volt, a vonatok (Kőszeg)–Felsőlászló–Sárvár–Zalabér-(Zalaegerszeg) útvonalon közlekedtek. |
| 17                    | Sopron–Kőszeg Sopron-Kőszegi HÉV 1908. november 5. | Kőszeg–Felsőlászló (11 km)                                            | - 1951. október 6. (személyforgalom) - 1960. szeptember 1. (teherforgalom) | A vonal felbontását az osztrák fél kezdeményezte földcsuszamlásra hivatkozva. A megmaradt vonalat Sopron felől szolgálják ki korridorvasútként, mivel más osztrák vonalakkal nincs kapcsolata. Jelenleg Soprontól Nyék-Haracsonyig (Neckenmarkt-Horitschon) van csak személyforgalom. A Neckenmarkt-Hortisch és Oberpullendorf közötti szakasz hajtánypályaként is üzemel. Teherforgalom Felsőlászlóig üzemel. |
| 18 (14) (38)          | Szombathely–Rum Szombathely-Rumi HÉV 1894. december 8. | Teljes vonal (21 km)                                                  | 1974. május 25. | Megszüntetését az 1968-as közlekedéspolitikai koncepció rendelte el. |
| 19                    | Nezsider–Eszterháza–Kiscell Fertővidéki HÉV 1897. december 18.                                                                                             | Fertőszentmiklós–Celldömölk (54 km)                                   | 1979. május 26. | Megszüntetését az 1968-as közlekedéspolitikai koncepció rendelte el. Eszterháza Fertőszentmiklós régi neve, Kiscell ma Celldömölk része. |
| 21 (13)               | Szombathely–Pinkafő 1888. december 12. | Szombathely–országhatár–Rohonc (18 km)                                | - Határátmenet Bucsu és Rohonc között: 1953. március 1. (6 km) - Bucsu–Szombathely: 1959. december 31. (12 km) | 1925. november 25-én az eredetileg az osztrák vasutakhoz nem kapcsolódó pályát meghosszabbították Pinkafőtől Friedbergig. 1982-ben megszűnt a személyforgalom a Rohonc–Nagyszentmihály, majd 1984-ben a Nagyszentmihály-Felsőőr szakaszon. 2011. augusztus 1-jén megszűnt a személyforgalom az utolsó Felsőőr–Friedberg szakaszon is. |
| 23                    | Körmend–Pinkamindszent–Németújvár Körmend-Németújvári HÉV 1899. szeptember 1.                                                                              | Teljes vonal (23 km)                                                  | Körmend–Pinkamindszent: 1959. szeptember 30. (10 km + 2 km a határig) | A vonal osztrák része korábban, a vasfüggöny kiépülésével szűnt meg, mivel a határ túloldalán maradt 11 km-es szakasznak nem volt kapcsolata más osztrák vasutakkal. |
| 25                    | Körmend–Muraszombat Magyar Délnyugati HÉV 1907. június 25.                                                                                                 | Zalalövő–Bajánsenye-Őrihodos                                          | Bajánsenye–Őrihodos (határátmenet): Zalalövő–Bajánsenye: 1980. október 18. (19 km) | A vonal (gyakori nevén az Őrségi vasút) az 1968-as közlekedéspolitikai koncepció utolsó előtti áldozatának tekinthető. A megszüntetett szakaszt 2000-ben megváltozott nyomvonalon fővonalként újjáépítették, Magyarország és Szlovénia között nemzetközi forgalmat bonyolít le. |
| 27                    | Zalaszentgrót–Balatonszentgyörgy 1895. december 15. | Zalaszentgrót–Sármellék (34 km)                                       | 1974. május 29. | Megszüntetését az 1968-as közlekedéspolitikai koncepció rendelte el. Sármellék-Balatonszentgyörgy között a pálya megvan (a sármelléki repülőtér kiszolgáló vágányaként üzemelt egykor), de nincs rajta forgalom. Jelenlegi száma: 24a. |
| 28                    | (Répcevis)-Sárvár–Zalabér-Batyk Zalabér-Sárvár-Bük-Kőszegi HÉV 1913. november 8.                                                                           | Teljes vonal (42 km)                                                  | 1975. május 31. | Megszüntetését az 1968-as közlekedéspolitikai koncepció rendelte el. A vonal bezárásával részletesen foglalkozik Moldova György: Akit a mozdony füstje megcsapott… című szociográfiája. |
| 49                    | Dombóvár–Lepsény-Veszprém Győr-Dombóvári HÉV 1895. december 31.                                                                                            | Lepsény–Dombóvár                                                      | - Dombóvár–Tamási: 1990. április 1. - Tamási–Mezőhidvég: 1992. szeptember 27. - Mezőhidvég–Pusztaszentmihályfa: 1999. június 17. - Pusztaszentmihályfa-Lepsény: 1999. június 26. - Vonatpótló buszok: 2007. március 3. | Az egykori Lepsény-Dombóvár szakaszon a személyforgalom 1999-ben szűnt meg teljesen (több lépcsőben), már csak Tamási állomás üzemel (csak teherforgalmat bonyolít le), a 48-as vonalon közelíthető meg. A pályát a MÁV 1998-2000 között felszedte (kivéve Enying–Lepsény között, ahol ma is létezik), bár addigra már hiányos volt lopások miatt. A Veszprém-Lepsény szakaszon (újabb számozás szerint 27-es vonal) 2007. március 4.-én szűnt meg a személyforgalom, Veszprém és Papkeszi között alkalmanként még teherforgalomra használják. Papkeszi és Csajág között a pálya több helyen járhatatlan (sár és növényzet borítja). |
| 54                    | Kaposvár–Szigetvár-vasútvonal Szigetvár-Kaposvári HÉV 1900. november 10.                                                                                   | Teljes vonal (54 km)                                                  | 1976. december 31. | Megszüntetését az 1968-as közlekedéspolitikai koncepció rendelte el. |
| 56                    | Kaposmérő–Középrigóc Kaposvár-Barcsi HÉV 1905. november 16.                                                                                                | Teljes vonal (50 km)                                                  | 1979. december 31. | A vonalat gyakran Kaposvár–Barcs-vasútvonalnak nevezték, mivel a vonatok ilyen útirányon közlekedtek. Megszüntetését az 1968-as közlekedéspolitikai koncepció rendelte el. |
| 58                    | Somogyszob-Barcs Somogyszob-Barcsi HÉV 1890. szeptember 17.                                                                                                | Nagyatád–Barcs (39 km)                                                | 1976. december 31. | Megszüntetését az 1968-as közlekedéspolitikai koncepció rendelte el. A sínek még megvannak a Nagyatád után Barcs felé haladva az első megállóhelyig, Nagyatád-Bodvicáig, azonban ez a megállóhely még a vonalbezárás előtt megszűnt. Az eddig vezető szakaszt iparvágányként használták. |
| 61                    | Baranyasellye–Našic Szentlőrinc-Drávaparti HÉV 1895. december 23.                                                                                          | Sellye-Drávasztára-Zaláta–Podravska Slatina (27 km)                   | - Sellye-Drávasztára-Zaláta (9 km): 1970. december 31. - Drávasztára-Zaláta–Noskovce (határátmenet) (5 km): ?? - Noskovce–Podravska Slatina (13 km): ?? | A Sellye–Drávasztára-Zaláta szakasz megszüntetését az 1968-as közlekedéspolitikai koncepció rendelte el. |
| 62 (63)               | Kiskőszeg-Baranyavár-Pélmonostor-Siklós Drávavölgyi HÉV 1910. július 31.                                                                                   | Nagyharsány–Beremend–Pélmonostor                                      | - Nagyharsány–Beremend: 1982. - Beremend–Pélmonostor: ?? | Eredetileg a 62-es vonalszám viszonylata Barcs–Sellye–Harkány volt, a további Harkány-Beremend szakasz a 63-as Pécs–Harkány–Beremend viszonylat része volt. A Pécs-Harkány vonal tervezett megszüntetése miatt épült meg 1969-ben a Villány–Kistapolca-szakasz, mivel így a Beremendi Cementmű forgalmát Villány felé el lehetett terelni. A Pécs–Harkány vonal megszűnésével (1975) a 63-as vonalszám is megszűnt, a megmaradt Harkány–Beremend szakasz a 62-es vonal része lett. A Beremendi cementmű-Beremend szakasz megszűnésével a 62-es vonal végállomása Villány lett. 2006-2007-ben leállították a személyforgalmat a teljes 62-es vonalon. |
| 63                    | Pécs–Harkány Pécs-Dolnji-Miholjáci HÉV 1912. november 28. (Harkány–Dolnji Miholjac) 1913. július 17. (Pécs–Harkány)                                        | Teljes vonal (32 km)                                                  | 1976. augusztus 31. | Megszüntetését az 1968-as közlekedéspolitikai koncepció rendelte el. Megszűnésével a 63-as vonalszám (Pécs–Harkány–Beremend) is megszűnt, mivel Harkány–Beremend szakasz a 62-es vonal része lett. A Pécs–Harkány vonal eredeti folytatásának viszont nem a beremendi, hanem a Harkány–Dolnji Miholjac-vasútvonal (65) volt tekinthető, melyet szintén a Pécs-Dolnji-Miholjáci HÉV épített. |
| 64 (66)               | Pécs–Bátaszék Pécs-Bátaszéki HÉV 1911. június 30. | Pécsvárad–Bátaszék (45 km)                                            | - Személyforgalom leállítása Pécsvárad–Véménd-Palotabozsok között: 1997. május 31. (27 km) - Teherforgalom leállítása Véménd–Palotabozsok–Bátaszék között: 2000. július 1. (24 km) - Személyforgalom leállítása Palotabozsok–Bátaszék között: 2003. január 23. (18 km) - Vonatpótló autóbuszok megszűnése: 2007. március 3. - Személyforgalom leállítása Pécs–Pécsvárad között: 2009. december 13. | A bezárt vonalrészen nem bontották el teljes hosszúságban a pályát, egyes szakaszai megvannak még. A Palotabozsok–Bátaszék szakaszt a Bzmot-ok tengelyhibájára hivatkozva zárták be. |
| 65                    | Harkány–Dolnji Miholjac Pécs-Dolnji-Miholjáci HÉV 1912. november 28. (Harkány–Dolnji Miholjac)                                                             | Teljes vonal (?? km)                                                  | - Harkány–Drávaszabolcs (7 km): 1971. június 30. - Drávaszabolcs–Dolnji Miholjac (?? km): ?? | Megszüntetését az 1968-as közlekedéspolitikai koncepció rendelte el. Folytatásának tekinthető az egykori 63-mas számú Pécs–Harkány-vasútvonal, melyet szintén a Pécs-Dolnji-Miholjáci HÉV épített. |
| 72                    | Gödöllő–Veresegyház Villamos Vállalatok Rt. 1911. szeptember 2.                                                                                            | Teljes vonal (11 km)                                                  | 1970. június 30. | A vonal egyszerre épült a Budapest–Vácrátót–Vác-vasútvonallal. Megszüntetését az 1968-as közlekedéspolitikai koncepció rendelte el. |
| 75                    | Ipolyság–Balassagyarmat OMÁV / Ipolyság-Balassagyarmati HÉV 1891. augusztus 15.                                                                            | Ipolyság–országhatár–Drégelypalánk (6,3 km)                           | - Forgalom megszüntetése: ?? - Pálya elbontása: 1963 | Honvédelmi okokból bontották el. |
| 95a[forrás?]          | Kazincbarcika–Kurityán-Rudolftelep MÁV Szuhakállóig a vonal a 95-ös vasútvonal része, onnan ágazik ki. / Iparvasút 1920.                                   | Kazincbarcika–Kurityán-Rudolftelep (11 km)                            | - Forgalom megszüntetése: 1993 - Pálya elbontása: 1994 | Visszaesett a kitermelés a bányákban, ezért indokolatlanná vált a vasút üzemeltetése. |
| 106 (137)             | Derecske–Biharpüspöki Debrecen-Nagyváradi HÉV 1911. január 28.                                                                                             | Nagykereki–Biharpüspöki (14 km)                                       | | A mai 106-os vonal Debrecen-Sáránd–Derecske részét 1894. december 8-án adták át a ma 107-es számot viselő Debrecen–Nagyléta-vasútvonal megépítésével. |
| 113 (124)             | Szatmárnémeti–Fehérgyarmat Szatmár–Fehérgyarmati HÉV 1898. augusztus 25.                                                                                   | Zajta–Szatmárnémeti (13 km)                                           | 1920, 1944 | Trianon után a vonalnak megszűnt a kapcsolata a magyar vasúthálózattal, ezért 1925-ben összekötő vonal épült Mátészalka és Fehérgyarmat között. A felszedett határátmenet a második bécsi döntés kihirdetése után újjáépült, 1940. december 11-én vették fel a forgalmat. A második világháború végével azonban megint megszűnt a forgalom, a síneket felszedték. |
| 114 (125)             | Szatmárnémeti–Mátészalka Szatmár-Mátészalkai HÉV 1908. augusztus 1.                                                                                        | Csenger–Szatmárnémeti (18 km)                                         | - Csenger-országhatár-Óvári (4 km): 1920 és 1944. október 24. - Óvári–Szatmárnémeti gőzfűrész (14 km): 1972. | A Trianon után felszedett határátmenet a második bécsi döntés kihirdetése után újjáépült, 1940. november 19-én vették fel a forgalmat. A második világháború végével azonban megint megszűnt a forgalom, a síneket felszedték. |
| 116                   | Kisvárda–Nyírbakta 1912. szeptember 28. | Teljes vonal (26 km)                                                  | 1973. december 31. | Megszüntetését az 1968-as közlekedéspolitikai koncepció rendelte el. |
| 124 (148)             | Mezőtúr–Túrkeve Mezőtúr-Túrkevei HÉV 1885. október 5. | Teljes vonal (16 km)                                                  | 1975. augusztus 31. | Megszüntetését az 1968-as közlekedéspolitikai koncepció rendelte el. |
| 125a                  | Arad–Mezőhegyes-vasútvonal Arad–Csanádi Vasút 1882. november 25.                                                                                           | Battonya–Ópécska                                                      | A határátmenet a második világháború után szűnt meg. A síneket 1978-ban szedték fel. | Az első világháború után is volt öt év üzemszünet, 1927. május 11-én indult meg újra a forgalom 4 vonatpárral határátmenetben. |
| 127 (147)             | Kisújszállás–Dévaványa Kisújszállás-Dévaványa-Gyomai HÉV 1889. szeptember 10.                                                                              | Dévaványa–Kisújszállás (30 km)                                        | 1971. december 31. | Megszüntetését az 1968-as közlekedéspolitikai koncepció rendelte el. A megmaradt Gyoma–Dévaványa szakasz ma is a 127-es számot viseli a Körösnagyharsány–Vésztő–Gyoma-vasútvonal részeként. |
| 127                   | (Nagyvárad)–Őssi–Körösnagyharsány–Kót Bihari HÉV 1887. november 1.                                                                                         | Körösnagyharsány–Körösszeg (4 km)                                     | - Forgalom leállítása: ?? - Vágány felszedése: 1933 (először), 1971 (másodszor) | Őssi neve később Őssipusztára, Kót neve Kótpusztára módosult. A vonal Őssipusztánál kapcsolódott a Nagyvárad–Békéscsaba vonalba, a vonatok Nagyváradig jártak. 1891-ben épült meg a vonal folytatása Kót–Vésztő–Dévaványa felé. A mai határátmeneten 4 km hosszan a felépítmény hiányzik, de a töltés megvan. Körösszegtől Nagyváradig a pálya járható; bár a személyszállítás 1997-ben megszűnt, időszakos teherforgalom van rajta. |
| 130 (131) (154) (155) | Hódmezővásárhely–Makó–Nagyszentmiklós Hódmezővásárhely-Makó-Nagyszentmiklósi HÉV 1903. április 25. (Makó-Újvárosig) 1903. december 21. (Nagyszentmiklósig) | - Makó-Újvásártér–Kákás kitérő (1 km) - Apátfalva–Magyarcsanád (5 km) | 1919. (forgalom megszűnése) 1944. (híd felrobbantása) 1969. (Makó-Újvásártér–Kákás kitérő) | Makó-Újvásártér megállóhelytől a vonalat 1969-ben Makó állomásra bevezették, ezzel együtt a régi Apátfalva felé tartó vágányt felszedték. A határátmenet a magyarcsanádi Maros-híd felrobbantásával szűnt meg. |
| 141 (148) (116)       | Cegléd–Kupai Kovácsmajor 1909. október 26. | Teljes vonal (20 km)                                                  | 1978. február 28. | Megszüntetését az 1968-as közlekedéspolitikai koncepció rendelte el. Megszűnés előtti neve Cegléd–Hantháza-vasútvonal volt. |
| 143                   | Kisnyír–Kerekegyháza Kecskemét-Lajosmizsei HÉV 1905. február 5.                                                                                            | Teljes vonal (9 km)                                                   | 1974. december 31. | Megszüntetését az 1968-as közlekedéspolitikai koncepció rendelte el. Kisnyír ma Hetényegyháza néven Kecskemét városrésze. |
| 148 (153)             | Fábiánsebestyén–Árpádhalom Orosháza-Szentes-Csongrádi HÉV 1906. december 5.                                                                                | Teljes vonal (9 km)                                                   | 1972. szeptember 30. | Megszüntetését az 1968-as közlekedéspolitikai koncepció rendelte el. |
| 151a                  | Dunaföldvár–Solt MÁV 1940. január 15. | Teljes vonal (15 km)                                                  | - 1979. szeptember 1. (személyforgalom leállítása) - 2000. május 31. (vágányzár) - 2002. márciusa (tényleges bontás) | A teherforgalom sokáig megmaradt. A vágányt a dunaföldvári híd felújítása miatt bontották el, a híd addig közös közúti-vasúti hídként üzemelt. |
| 153                   | Kétegyháza–Kisjenő Arad–Csanádi Vasút 1884. január 1. | Kétegyháza–Elek–Ottlaka                                               | Elek–Ottlaka (határátmenet): ?? Kétegyháza–Elek (7 km): 1970. december 31. | A Kétegyháza–Elek szakasz megszüntetését az 1968-as közlekedéspolitikai koncepció rendelte el. |
| 156 (13)              | (Szeged–)Szőreg–Vedresháza–Gyála–Karlova Szeged-Karlovai HÉV 1897. szeptember 29.                                                                          | Szőreg-Vedresháza–országhatár–Törökkanzsa (?? km)                     | - Szőreg–Vedresháza: 1959. október 1. (6 km) - Határátmenet Vedresháza és Gyála között: felszedve 1946. októberében (3 km) - Gyála–Törökkanizsa: ?? (12 km, felszedve) | A síneket Szőreg-Vedresháza között felszedték. A vasútvonal Törökkanizsa és Csóka közötti szakaszán nincs forgalom, a pálya megvan, de járhatatlan állapotú. |
| 166 (161)             | Szabadka–Baja-vasútvonal MÁV 1885. január 8. | Bácsalmás–Csikéria–Szabadka                                           | - Bácsalmás-Csikéria: 1960. október 31. (11 km) - Csikéria-országhatár: 1922, 1947 | A határátmenet 1941-ben visszaépítették Bácska visszafoglalásával, de mind a második világháború után is megszűnt. Bácsalmás és Csikéria között a síneket nem bontották el, de a pálya járhatatlan, több helyen homok és sűrű növényzet fedi. A 90-es években még rendelhető volt különvonat a szakaszra. Csikériától a síneket fölszedték. A Baja–Bácsalmás szakasz ma a 154-es számú vasútvonal része. |
| 167 (162)             | Halas–Bácsalmás–Rigyicza Halas-Bácsalmás-Rigyiczai HÉV 1903. szeptember 30.                                                                                | Bácsalmás–Regőce (27 km)                                              | - Bácsalmás-Ólegyen: 1960. szeptember 30. (20 km) - Ólegyen-országhatár-Regőce: ?? (7 km) | Rigyicza a vasút megnyitása utáni évben, 1904-ben vette fel a Regőce nevet. A Kiskunhalas–Bácsalmás szakasz ma a 154-es számú vasútvonal része. |
| 168 (167) (26)        | Baja–Gara–Zombor–Újvidék Baja–Zombor–Újvidéki HÉV 1895. szeptember 14.                                                                                     | Baja-Gara–Zombor (54 km)                                              | - Baja–Gara: 1971. november 30. (19 km) - Gara–országhatár–Regőce: ?? (7 km) | A Baja-Gara vonalrész megszüntetését az 1968-as közlekedéspolitikai koncepció rendelte el. A Regőce és Zombor közötti 28 km-en 1978-ban állt le a személyszállítás, de teherszállítás még 1995-ig volt. A sínek még megvannak. |
| 169 (166) (27)        | Baja–Hercegszántó–Zombor Baja–Bezdán–Zombor–Apatin–Szondi HÉV 1912. július 12. (Zomborig), augusztus 14. (Szondig)                                         | Baja–Hercegszántó–Zombor (62 km)                                      | - Baja–Hercegszántó: 1972. december 31. (31 km) - Hercegszántó–országhatár: ?? - országhatár–Zombor: ?? | A Baja-Hercegszántó vonalrész megszüntetését az 1968-as közlekedéspolitikai koncepció rendelte el. |
| 437                   | Miskolc-Szabadságrendező-Barossakna 1870 | Teljes vonal (11 km)                                                  | 1971. január 1. | Megszüntetésének közvetlen oka a perecesi bányászat megszűnése, közvetetten pedig a diósgyőri vasgyár széntüzelésről pakurára és földgázra való átállása volt. |
| 437a                  | Miskolc-Szabadságrendező-Lyukóbánya 1953 | Teljes vonal (9 km)                                                   | - Forgalom leállása: 1960. augusztus 14. - Hivatalos megszüntetés dátuma: 1971. január 1. | A Pereces-Lyukóbánya alagutat 1960-ban szerkezeti hibák miatt lezárták a forgalom elől, és bár 1966-ra a hibákat orvosolták, a forgalom nem indult újra. Megszüntetésének oka a diósgyőri vasgyár széntüzelésről pakurára és földgázra való átállása volt, illetve az, hogy innentől kezdve a lyukói szenet kötélpályával a berentei erőműbe szállították. |

## Egyéb vágányok
Fontosabb megszüntetett iparvágányok és összekötő vonalszakaszok.

### Budaörs-Törökbálint HM iparvágány
A vágányt a rendszerváltás után szedték fel illegálisan. A 2007 tavaszán kezdődő útépítéssel teljesen eltüntették a vonal maradékát is. A nyomvonal egy részére elkerülő utat építenek. A hajdani iparvágány egyetlen ma is élő része a Budaörs-Törökbálint DEPO szakasz, itt rendszeres teherforgalom zajlik. Ez a Budaörs és Törökbálint közötti látható harmadik vágány. A két felsővezetékes az 1-es vonal, a hevederes pálya pedig az iparvágány.

### Jobbparti körvasút
Az egykori jobbparti körvasút a Déli pályaudvar és az esztergomi vonal között teremtett kapcsolatot, részben a mai szentendrei HÉV, a 61-es és 4-6 villamosok pályájának felhasználásával.

### Kis-Burma és Nagy-Burma
A Burma-vasút két budapesti vasútvonalat jelent: a Kis-Burma és Nagy-Burma nevű összekötő vágányokat.

A Kis-Burma mára el lett bontva; egykor Soroksár állomásról tartott a Ferencváros vasútállomásra a Nagykőrösi úttal párhuzamosan.

A hosszabbik Nagy-Burma vágány Soroksár állomást kötötte össze Szemereteleppel. 2001-ben a Soroksártól a 142-es vonalig tartó szakasza terelőútként üzemelt. Hivatalosan nem bontották el, azonban a sínlopások miatt jelenleg járhatatlan a pálya.

### Debrecen-Nyírbátori HÉV
A vasútvonal régi vonalvezetése a városon keresztül haladt, majd Apafánál merőlegesen keresztezte a nyíregyházi vonalat. A városi vonalvezetést felszámolták, a nyírbátori vonal ma Apafáig a nyíregyházi vonallal közös nyomvonalon halad.

### Angyalföld–Budapest-Vizafogó
A vonal az észak-pesti ipari üzemeket szolgálta ki. A belőle kiágazó iparvágányok vége a századforduló idején még a Nagykörúton belül végződött, azonban később egyre jobban kiszorultak a város terjeszkedésével. Vizafogó állomás a mai Róbert Károly körút déli oldalán volt; a vonal aluljárón ment át a forgalmas út alatt. Az 1950-ben elkészült Árpád hídon az Újpesti vasúti híd 1955-ös megnyitásáig vasúti teherforgalom is volt, amelyet ez a vonalszakasz tett lehetővé. Később a hídra kanyarodó vágányt elbonották. A rendszerváltozás után a környező gyárak bezártak, így leállt a teherforgalom a vonalon és a vágányokat a 2000-es években elbontották. A szakasz elején a Váci út feletti hídra vezető töltést 2008 végén bontották el.

### Lakitelek–Tiszaug régi vágány (korabeli néven Laky-telek–Tisza-Ugh)
A vágány a mai Kiskunfélegyháza–Kunszentmárton-vasútvonal egykori vége volt. A vonal eredeti, 1896-os kiépítésekor nem lépte át a Tiszát, hanem Lakitelektől a folyóparti Tiszaug állomáshoz vezetett. Az 1952-ben átadott, Kunszentmártonig tartó folytatás elkészültével ez a nyomvonal megszűnt, és Tiszaug állomása is átkerült a folyó túlpartjára, a falu mellé. A megszűnt szakasz töltése ma is jól látható Lakiteleknél.

## Külső hivatkozások
- Hív a vasút zár a MÁV - Index.hu, 2006.07.05.
- Kovalcsik Tamás - A rendszerváltás óta bezártak csaknem kétezer kilométernyi vasútvonalat (Telex.hu, 2024.01.02.)